# 同軸擒縱

同軸擒縱

同軸擒縱（英語：Co-axial escapement），是一種由英國鐘表大師喬治·丹尼爾斯於1974年發明的擒縱裝置。

## 概觀
於1974年，由英國表匠喬治·丹尼爾斯發明，並於1980年註冊專利，同軸擒縱建基於槓桿擒縱並加以改良，大大減低了能量流失的情況。這項發明被公認為槓桿擒縱之後，鐘錶技術上的一大突破。同軸擒縱內含三層式同軸擒縱輪，能夠將鎖定功能與脈衝分開，從而免除了槓桿擒縱的滑動阻力，棘爪與棘爪之間亦無需添加潤滑油。

## 關鍵改變
喬治·丹尼爾斯發明的關鍵改變，在於它剔除了滑動磨擦的組件（即棘爪於擒縱齒輪上的滑動）。僅餘的阻力為無法於一個脈衝周期內維持幾何完整所產生。

## 商業應用
該系統於1999年首先由歐米茄錶公司作大規模生產。 最初的“Caliber 2500”机芯的振荡频率为每小时28,800次，即每秒8次。但是它的后续表款“Caliber 2500C”的振荡频率为每小时25,200次，即每秒7次。尽管高频率的机芯走时更为精准，但是会造成更大的滑动摩擦，对机芯关键部位磨损增加，欧米茄最后决定采用低频的机芯。